# Daniel Schneidermann
Daniel Schneidermann (født 5. april 1958 i Paris) er en fransk journalist.
Schneidermann er mest kendt for sine artikler om medierne. Han er tv-anmelder og var fjernsynskritiker for Le Monde, hvorfra han blev smidt ud i 2003. I dag skriver han for Libération og er freelancer for France 5.
1. ↑  Navnet er anført på bokmål og stammer fra Wikidata hvor navnet endnu ikke findes på dansk.